# ريكو تاناكا
ريكو تاناكا (باليابانية: 田中陸) هو لاعب كرة قدم ياباني في مركز الوسط، ولد في 4 مايو 1999 في تشيبا في اليابان. لعب مع كاشيوا ريسول.

## وصلات خارجية
- ريكو تاناكا على موقع رابطة كرة القدم اليابانية للمحترفين (اليابانية)
- ريكو تاناكا على موقع قاعدة بيانات كرة القدم.إي يو (الإنجليزية)
- ريكو تاناكا على موقع Soccerway.com (الإنجليزية)
- ريكو تاناكا على موقع عالم كرة القدم.نت (الإنجليزية)